# Llista d'asteroides/180001-180100
| Nom      | Designació provisional | Data de descobriment   | Lloc de descobriment | Descobridor/s          |
| -------- | ---------------------- | ---------------------- | -------------------- | ---------------------- |
| 180001 - | 2002 YZ                | 27 de desembre de 2002 | Anderson Mesa        | LONEOS                 |
| 180002 - | 2002 YD4               | 28 de desembre de 2002 | Anderson Mesa        | LONEOS                 |
| 180003 - | 2002 YU5               | 27 de desembre de 2002 | Anderson Mesa        | LONEOS                 |
| 180004 - | 2002 YY8               | 31 de desembre de 2002 | Socorro              | LINEAR                 |
| 180005 - | 2002 YQ12              | 31 de desembre de 2002 | Socorro              | LINEAR                 |
| 180006 - | 2002 YQ13              | 31 de desembre de 2002 | Socorro              | LINEAR                 |
| 180007 - | 2002 YM14              | 31 de desembre de 2002 | Socorro              | LINEAR                 |
| 180008 - | 2002 YZ18              | 31 de desembre de 2002 | Socorro              | LINEAR                 |
| 180009 - | 2002 YY20              | 31 de desembre de 2002 | Socorro              | LINEAR                 |
| 180010 - | 2002 YR22              | 31 de desembre de 2002 | Socorro              | LINEAR                 |
| 180011 - | 2002 YO25              | 31 de desembre de 2002 | Socorro              | LINEAR                 |
| 180012 - | 2002 YM26              | 31 de desembre de 2002 | Socorro              | LINEAR                 |
| 180013 - | 2002 YV26              | 31 de desembre de 2002 | Socorro              | LINEAR                 |
| 180014 - | 2002 YP32              | 27 de desembre de 2002 | Palomar              | NEAT                   |
| 180015 - | 2003 AH1               | 1 de gener de 2003     | Socorro              | LINEAR                 |
| 180016 - | 2003 AW1               | 2 de gener de 2003     | Socorro              | LINEAR                 |
| 180017 - | 2003 AJ2               | 2 de gener de 2003     | Socorro              | LINEAR                 |
| 180018 - | 2003 AU8               | 3 de gener de 2003     | Socorro              | LINEAR                 |
| 180019 - | 2003 AR10              | 1 de gener de 2003     | Socorro              | LINEAR                 |
| 180020 - | 2003 AO12              | 1 de gener de 2003     | Socorro              | LINEAR                 |
| 180021 - | 2003 AP14              | 2 de gener de 2003     | Socorro              | LINEAR                 |
| 180022 - | 2003 AD16              | 4 de gener de 2003     | Socorro              | LINEAR                 |
| 180023 - | 2003 AU16              | 5 de gener de 2003     | Anderson Mesa        | LONEOS                 |
| 180024 - | 2003 AO17              | 4 de gener de 2003     | Socorro              | LINEAR                 |
| 180025 - | 2003 AU20              | 5 de gener de 2003     | Socorro              | LINEAR                 |
| 180026 - | 2003 AD22              | 5 de gener de 2003     | Socorro              | LINEAR                 |
| 180027 - | 2003 AY24              | 4 de gener de 2003     | Socorro              | LINEAR                 |
| 180028 - | 2003 AM33              | 5 de gener de 2003     | Socorro              | LINEAR                 |
| 180029 - | 2003 AS37              | 7 de gener de 2003     | Socorro              | LINEAR                 |
| 180030 - | 2003 AM39              | 7 de gener de 2003     | Socorro              | LINEAR                 |
| 180031 - | 2003 AR43              | 5 de gener de 2003     | Socorro              | LINEAR                 |
| 180032 - | 2003 AU44              | 5 de gener de 2003     | Socorro              | LINEAR                 |
| 180033 - | 2003 AV48              | 5 de gener de 2003     | Socorro              | LINEAR                 |
| 180034 - | 2003 AH52              | 5 de gener de 2003     | Socorro              | LINEAR                 |
| 180035 - | 2003 AG60              | 5 de gener de 2003     | Socorro              | LINEAR                 |
| 180036 - | 2003 AD63              | 8 de gener de 2003     | Socorro              | LINEAR                 |
| 180037 - | 2003 AD65              | 7 de gener de 2003     | Socorro              | LINEAR                 |
| 180038 - | 2003 AO66              | 7 de gener de 2003     | Socorro              | LINEAR                 |
| 180039 - | 2003 AR67              | 8 de gener de 2003     | Socorro              | LINEAR                 |
| 180040 - | 2003 AX72              | 10 de gener de 2003    | Socorro              | LINEAR                 |
| 180041 - | 2003 AY72              | 10 de gener de 2003    | Socorro              | LINEAR                 |
| 180042 - | 2003 AQ75              | 10 de gener de 2003    | Socorro              | LINEAR                 |
| 180043 - | 2003 AF77              | 10 de gener de 2003    | Socorro              | LINEAR                 |
| 180044 - | 2003 AJ88              | 2 de gener de 2003     | Socorro              | LINEAR                 |
| 180045 - | 2003 AR91              | 5 de gener de 2003     | Anderson Mesa        | LONEOS                 |
| 180046 - | 2003 BB5               | 24 de gener de 2003    | La Silla             | A. Boattini, H. Scholl |
| 180047 - | 2003 BM9               | 26 de gener de 2003    | Palomar              | NEAT                   |
| 180048 - | 2003 BH10              | 26 de gener de 2003    | Palomar              | NEAT                   |
| 180049 - | 2003 BN14              | 26 de gener de 2003    | Haleakala            | NEAT                   |
| 180050 - | 2003 BR21              | 27 de gener de 2003    | Socorro              | LINEAR                 |
| 180051 - | 2003 BJ22              | 25 de gener de 2003    | Palomar              | NEAT                   |
| 180052 - | 2003 BU23              | 25 de gener de 2003    | Palomar              | NEAT                   |
| 180053 - | 2003 BU25              | 26 de gener de 2003    | Palomar              | NEAT                   |
| 180054 - | 2003 BY30              | 27 de gener de 2003    | Socorro              | LINEAR                 |
| 180055 - | 2003 BR32              | 27 de gener de 2003    | Kitt Peak            | Spacewatch             |
| 180056 - | 2003 BO39              | 27 de gener de 2003    | Socorro              | LINEAR                 |
| 180057 - | 2003 BU45              | 30 de gener de 2003    | Palomar              | NEAT                   |
| 180058 - | 2003 BM50              | 27 de gener de 2003    | Socorro              | LINEAR                 |
| 180059 - | 2003 BL65              | 30 de gener de 2003    | Anderson Mesa        | LONEOS                 |
| 180060 - | 2003 BV65              | 30 de gener de 2003    | Socorro              | LINEAR                 |
| 180061 - | 2003 BG66              | 30 de gener de 2003    | Anderson Mesa        | LONEOS                 |
| 180062 - | 2003 BT71              | 28 de gener de 2003    | Socorro              | LINEAR                 |
| 180063 - | 2003 BC76              | 29 de gener de 2003    | Palomar              | NEAT                   |
| 180064 - | 2003 BP78              | 31 de gener de 2003    | Socorro              | LINEAR                 |
| 180065 - | 2003 BF79              | 31 de gener de 2003    | Anderson Mesa        | LONEOS                 |
| 180066 - | 2003 BN79              | 31 de gener de 2003    | Anderson Mesa        | LONEOS                 |
| 180067 - | 2003 BY80              | 30 de gener de 2003    | Anderson Mesa        | LONEOS                 |
| 180068 - | 2003 BK82              | 31 de gener de 2003    | Socorro              | LINEAR                 |
| 180069 - | 2003 BW82              | 31 de gener de 2003    | Socorro              | LINEAR                 |
| 180070 - | 2003 BU90              | 31 de gener de 2003    | Socorro              | LINEAR                 |
| 180071 - | 2003 BH92              | 26 de gener de 2003    | Anderson Mesa        | LONEOS                 |
| 180072 - | 2003 CS2               | 2 de febrer de 2003    | Socorro              | LINEAR                 |
| 180073 - | 2003 CX2               | 2 de febrer de 2003    | Socorro              | LINEAR                 |
| 180074 - | 2003 CB4               | 1 de febrer de 2003    | Socorro              | LINEAR                 |
| 180075 - | 2003 CM12              | 2 de febrer de 2003    | Palomar              | NEAT                   |
| 180076 - | 2003 CO12              | 2 de febrer de 2003    | Palomar              | NEAT                   |
| 180077 - | 2003 CZ21              | 3 de febrer de 2003    | Goodricke-Pigott     | J. W. Kessel           |
| 180078 - | 2003 CG25              | 5 de febrer de 2003    | Haleakala            | NEAT                   |
| 180079 - | 2003 DU2               | 22 de febrer de 2003   | Desert Eagle         | W. K. Y. Yeung         |
| 180080 - | 2003 DZ10              | 26 de febrer de 2003   | Socorro              | LINEAR                 |
| 180081 - | 2003 DA11              | 23 de febrer de 2003   | Kitt Peak            | Spacewatch             |
| 180082 - | 2003 DZ11              | 25 de febrer de 2003   | Campo Imperatore     | CINEOS                 |
| 180083 - | 2003 DT19              | 22 de febrer de 2003   | Palomar              | NEAT                   |
| 180084 - | 2003 DV24              | 23 de febrer de 2003   | Kitt Peak            | Spacewatch             |
| 180085 - | 2003 EW1               | 3 de març de 2003      | Palomar              | NEAT                   |
| 180086 - | 2003 EE4               | 6 de març de 2003      | Socorro              | LINEAR                 |
| 180087 - | 2003 EL8               | 6 de març de 2003      | Anderson Mesa        | LONEOS                 |
| 180088 - | 2003 EQ27              | 6 de març de 2003      | Socorro              | LINEAR                 |
| 180089 - | 2003 ER27              | 6 de març de 2003      | Socorro              | LINEAR                 |
| 180090 - | 2003 EX28              | 6 de març de 2003      | Socorro              | LINEAR                 |
| 180091 - | 2003 ED32              | 7 de març de 2003      | Socorro              | LINEAR                 |
| 180092 - | 2003 EC36              | 7 de març de 2003      | Anderson Mesa        | LONEOS                 |
| 180093 - | 2003 EJ41              | 9 de març de 2003      | Kitt Peak            | Spacewatch             |
| 180094 - | 2003 EA42              | 7 de març de 2003      | Anderson Mesa        | LONEOS                 |
| 180095 - | 2003 EA46              | 7 de març de 2003      | Socorro              | LINEAR                 |
| 180096 - | 2003 EH49              | 10 de març de 2003     | Anderson Mesa        | LONEOS                 |
| 180097 - | 2003 EF53              | 8 de març de 2003      | Palomar              | NEAT                   |
| 180098 - | 2003 EF60              | 6 de març de 2003      | Goodricke-Pigott     | R. A. Tucker           |
| 180099 - | 2003 EY62              | 10 de març de 2003     | Campo Imperatore     | CINEOS                 |
| 180100 - | 2003 FT2               | 23 de març de 2003     | Palomar              | NEAT                   |